# Гомани
Гомани (груз. გომანი, з.-арм. Գոման Коман) − село в Грузии, в составе Ахалкалакского муниципалитета в 14 км от города Ахалкалаки.

## География
Ближайшие населённые пункты: сёла Олаверд, Самсар, Балхо, Тркна, Арагва. Село Гомани находится на высоте 1850 м от уровня моря. Территория Гомани составляет 1293 га, из которых 540 га используется для земледелия.

## Население
По данным на 2014 год в селе проживает 913 человек. Большинство населения составляют армяне.